# Generaldirektør Ole Olsens tale
Generaldirektør Ole Olsens tale er en dansk dokumentarisk optagelse fra 1936.

## Handling
Ole Olsen holder tale om filmens barndom og dens udvikling i Danmark. Han roser Danmark: "Danmark tog initiativet til en dramatisk film og var førende indenfor den internationale film frem til 1. Verdenskrig".

## Medvirkende
- Ole Olsen